# Rivellia decatomoides
Rivellia decatomoides är en tvåvingeart som först beskrevs av Walker 1860.  Rivellia decatomoides ingår i släktet Rivellia och familjen bredmunsflugor. Inga underarter finns listade i Catalogue of Life.